# Small Craft on a Milk Sea
Small Craft on a Milk Sea è un album in studio dei musicisti britannici Brian Eno, Jon Hopkins e Leo Abrahams, pubblicato nel 2010. È stato il primo album di Eno pubblicato dalla Warp Records.

## Descrizione
Album improvvisato, strumentale ed eterogeneo, Small Craft on a Milk Sea presenta tracce ambientali (Emerald and Lime, Complex Heaven, la title track), brani più violenti (Flint March, 2 Forms of Anger, Paleosonic) e altri di ispirazione varia (il funky sperimentale di Dust Shuffle, l'"exotica-jazz" di Bone Jump, il breakbeat di Horse e la drone music della conclusiva Late Antropocene). Numerose composizioni presenti in Small Craft on a Milk Sea ricordano quelle di Ambient 4: On Land di Eno. Riferendosi ai brani del disco, Eno dichiarò: 
 Lo stesso compositore ricorda che le tracce di questa pubblicazione vennero concepite come «film fatti di solo suono».

## Tracce
Musiche di Brian Eno, Jon Hopkins e Leo Abrahams.
1. Emerald and Lime – 3:02
2. Complex Heaven – 3:05
3. Small Craft on a Milk Sea – 1:48
4. Flint March – 1:55
5. Horse – 3:01
6. 2 Forms of Anger – 3:14
7. Bone Jump – 2:22
8. Dust Shuffle – 1:54
9. Paleosonic – 4:25
10. Slow Ice, Old Moon – 3:25
11. Lesser Heaven – 3:20
12. Calcium Needles – 3:24
13. Emerald and Stone – 2:12
14. Written, Forgotten – 3:55
15. Late Anthropocene – 8:09

## Formazione
- Brian Eno – computer
- Jon Hopkins – pianoforte, tastiera, elettronica
- Leo Abrahams – chitarra, laptop, guitaret

Altri musicisti
- Jez Wiles – percussioni (tracce 4, 5, 6 e 8)